# لويس أور
لويس أور (بالإنجليزية: Lois Orr)‏ هي ناشِطة أمريكية، ولدت في 23 أبريل 1917، وتوفيت في 1985.